# Greblești, Strășeni
Greblești este satul de reședință al comunei cu același nume  din raionul Strășeni, Republica Moldova. Comuna are 751 locuitori, pe când însuși satul numără 625.